# 皮德希爾齊 (斯特雷市鎮)
49°15′25″N 23°55′41″E / 49.25694°N 23.92806°E

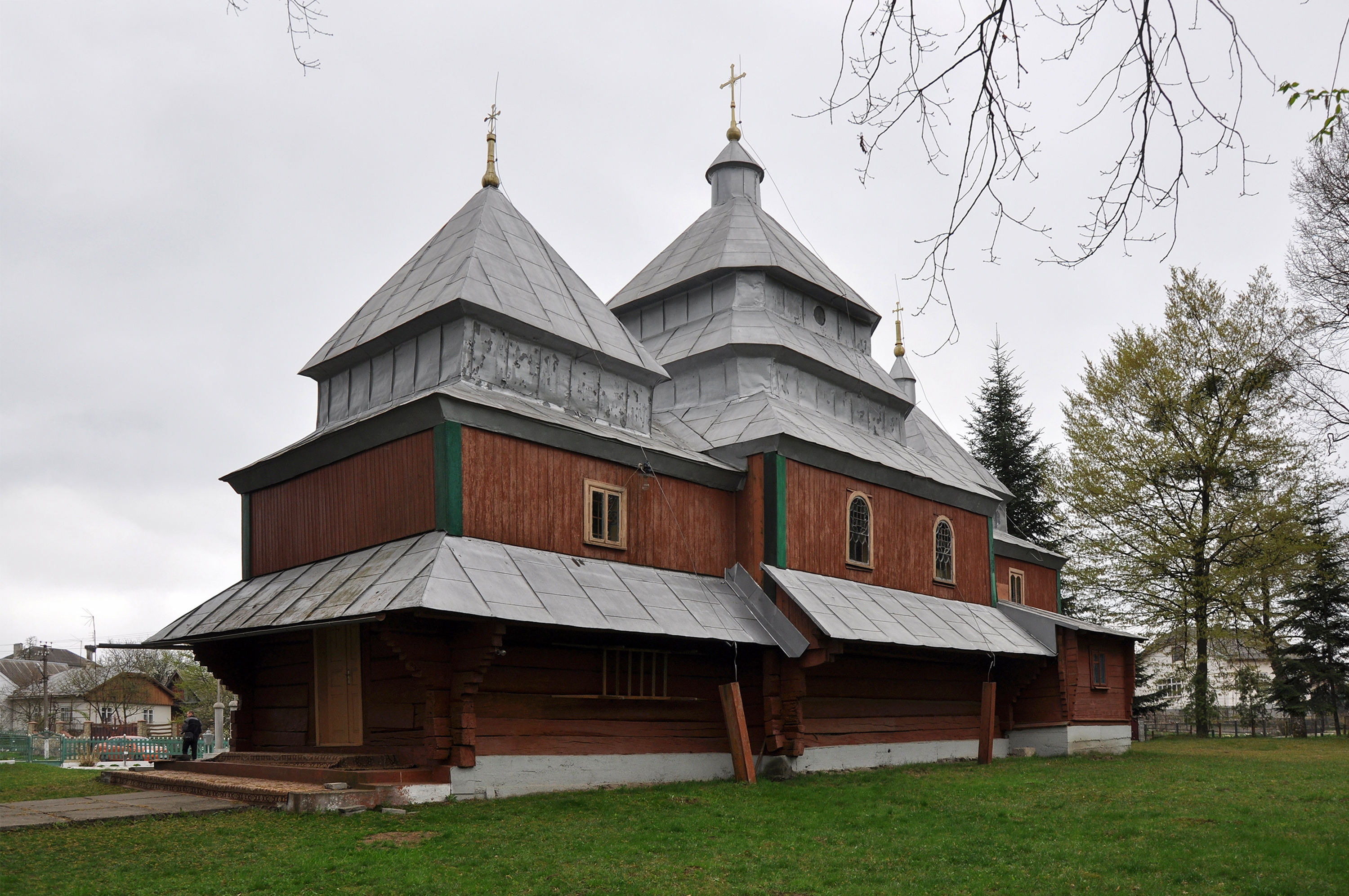
木头教堂

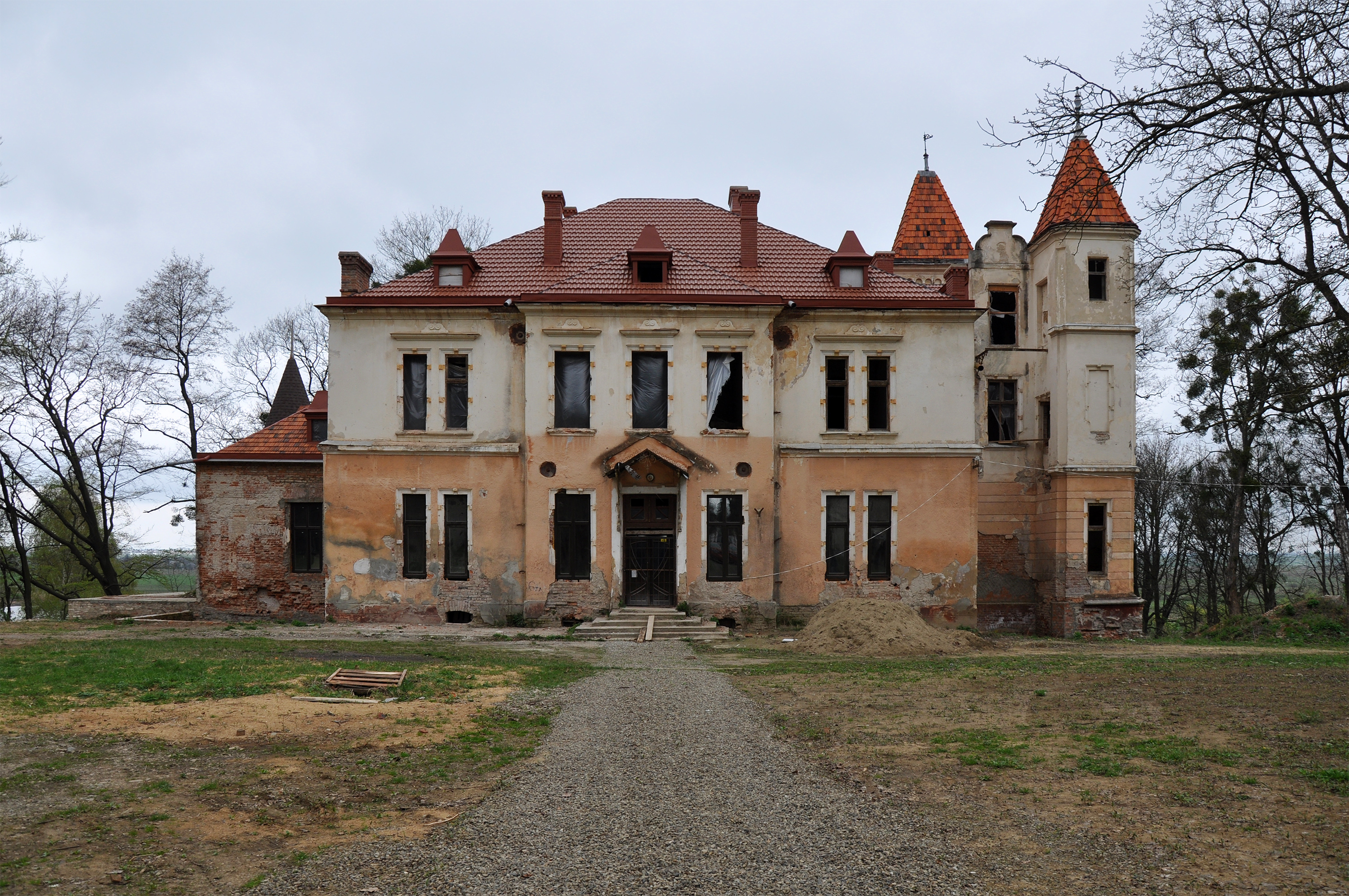
宫殿

皮德希爾齊（烏克蘭語：Підгірці），是烏克蘭西部利維夫州斯特雷區斯特雷市镇的村落。處於日扎瓦河畔，始建於1467年，面積12.58平方公里，海拔高度311米，2001年人口846。